# Endee
Endee è una comunità non incorporata degli Stati Uniti d'America della contea di Quay nello Stato del Nuovo Messico. Si trova sulla storica U.S. Route 66. La città fu fondata intorno al 1885 prendendo il nome dal marchio del ND Ranch. Un ufficio postale operava a Endee dal 1886 al 1955. Nel 1952, la Route 66 fu dirottata in modo da bypassare Endee.